# Бионорд
Бионорд — противогололёдный реагент. Разработан Уральским заводом противогололёдных материалов для борьбы с гололедицей в зимние и переходные, зимне-весенние и зимне-осенние периоды. Применяется для обработки подверженных оледенению участков дорог, трасс, пешеходных зон, дворовых участков и других площадок. Смесь, состоящая из твёрдых гранул неправильной формы размером 1-5 мм. 

## История
Создателем состава Бионорд является Уральский завод противогололёдных материалов. Особенно подробно изучались специфические осенне-весенние периоды с резкими падениями температур и превышающими норму осадками. В рамках решения поставленных задач к сотрудничеству были привлечены организации и научно-исследовательские институты, занимающиеся вопросами экологии и разработкой инновационных материалов.